# Episodi di Flikken (terza stagione)
La terza stagione della serie televisiva Flikken è stata trasmessa in anteprima in Belgio dalla één tra il 9 febbraio 2001 e il 2 dicembre 2001.
| nº | Titolo originale        | Titolo italiano | Prima TV Belgio   | Prima TV Italia |
| -- | ----------------------- | --------------- | ----------------- | --------------- |
| 1  | Misbruik van vertrouwen | inedito         | 9 febbraio 2001   | inedito         |
| 2  | Sneeuwwitje             | inedito         | 9 settembre 2001  | inedito         |
| 3  | Zonder domicilie        | inedito         | 16 settembre 2001 | inedito         |
| 4  | Stoffelijke schade      | inedito         | 23 settembre 2001 | inedito         |
| 5  | Thuis                   | inedito         | 30 settembre 2001 | inedito         |
| 6  | Blinde hoek             | inedito         | 14 ottobre 2001   | inedito         |
| 7  | Horen en zien           | inedito         | 21 ottobre 2001   | inedito         |
| 8  | Trouw                   | inedito         | 28 ottobre 2001   | inedito         |
| 9  | Vermist                 | inedito         | 4 novembre 2001   | inedito         |
| 10 | Wapenbezit              | inedito         | 4 novembre 2001   | inedito         |
| 11 | Losgeld                 | inedito         | 18 novembre 2001  | inedito         |
| 12 | Corrupt                 | inedito         | 25 novembre 2001  | inedito         |
| 13 | Luther                  | inedito         | 2 dicembre 2001   | inedito         |